# Le Pré-d'Auge
Le Pré-d'Auge è un comune francese di 863 abitanti situato nel dipartimento del Calvados nella regione della Normandia.

## Società

### Evoluzione demografica
Abitanti censiti